# Salamandra (poesía)
Salamandra es un libro de poesía del escritor Octavio Paz, uno de sus textos más surrealistas, publicado en 1962.
Según Pere Gimferrer: la poesía de Paz encarnaba como pocas aquello que, en el momento presente, podía justificar aún la existencia misma de la poesía como género literario. Hablo de una doble justificación: estética y moral. Hablo, pues, de una razón de ser.
Fragmento
```
Salamandra
          (negra
armadura viste el fuego)
calorifero de combustión lenta
entre las fauces de la chimenea
-o mármol o ladrillo-
tortuga estática
o agazapado guerrero japonés.
Y una u otro
            —el martirio es reposo-
impasible en la tortura

```

## Breve análisis
A través de la salamandra, Octavio Paz desarrolla un poema en el que las características físicas y el movimiento de este anfibio ayudan a la descripción de sus ideas creativas. Los colores de la salamandra, negro y amarillo, le recuerdan las llamas del fuego, el color de las vestiduras de guerra japonesa y a su cultura.
A la salamandra, en el bestiario, se la representa rodeada de fuego, con lo que además de lo mitológico se le añaden las virtudes de fuerza y la capacidad para arrasar con todo lo visible. Además, observa cómo su mundo desaparece con las ciudades. La salamandra está siempre donde la muerte acecha y enlaza esto nuevamente con su color, el negro, comparándolo con los minerales del mismo color, inertes, muertos, lo que subraya la presencia de la parca, quizás con su guadaña.

## Obra
Salamandra (1958-1961). México: Joaquín Mortiz, 1962. ISBN 978-968-27-0409-3